# Stubbe – Von Fall zu Fall: Tödliche Hilfe
Tödliche Hilfe ist ein deutscher Fernsehfilm von Andreas Herzog aus dem Jahr 2021. Es handelt sich nach Tod auf der Insel um das zweite Serienspecial der ZDF-Kriminalfilmreihe Stubbe – Von Fall zu Fall mit Wolfgang Stumph in der Titelrolle.

## Handlung
Wilfried Stubbe ist inzwischen Pensionär und seine Tochter Christiane arbeitet mittlerweile als freie Journalistin in Hamburg. Als diese von Malte Stern, einem früheren Jugendfreund, um Hilfe bei der Aufklärung des Todes von dessen pflegebedürftiger Mutter gebeten wird, beschließt Christiane kurzerhand, einen Familienbesuch in Dresden mit Recherchearbeit zu verknüpfen. Malte beschuldigt den Pflegedienst die alten Leute „abzuzocken“ und seine Mutter sogar umgebracht zu haben. Er habe mit seinen Nachfragen in ein Wespennest gestochen und nun sei man hinter ihm her. Schon am nächsten Tag wird Malte tot aufgefunden. Allem Anschein nach ist er aus dem Fenster der Wohnung seiner Mutter gesprungen, was Christiane nicht glauben kann. Für ihre Recherche bewirbt sie sich als Praktikantin in der Pflegefirma von Boris Krol und erhält so einen direkten Eindruck von den Pflegern, deren Arbeit und Kunden. Dass hier etwas im Argen liegt, bemerkt Christiane schon am zweiten Tag ihres „Praktikums“, als sie nach so kurzer Einarbeitung schon allein zu den Pflegebedürftigen geschickt wird. Unter den Kunden der Pflegefirma ist auch Christianes ehemalige Kindergärtnerin Olga Müller, die ein schlechtes Gewissen bekommt, als ihr ehemaliger Schützling Christiane bei ihr auftaucht und Fragen zur Pflege stellt. Olga will sich daraufhin selbst bei der Krankenkasse anzeigen und gestehen, bei einem Pflegegeldbetrug mitgearbeitet zu haben. Sie hätte eine schwere Krankheit vorgetäuscht, um eine hohe Pflegestufe zu bekommen und mit der Pflegefirma als „Verbündete“ hätte sie sich das Pflegegeld dann geteilt. Als sie kurze Zeit später mit einer Überdosis Insulin tot aufgefunden wird und ein Testament auf dem Tisch liegt, das die Pflegefirma begünstigt, beginnt die Polizei zu ermitteln. Die Kriminaltechniker finden bei näherer Untersuchung zahlreiche Hinweise darauf, dass sich jemand sowohl bei Frau Stern als auch bei Olga Müller über das Dach abgeseilt hat und so unbemerkt in die Wohnungen eingedrungen ist. Fingerabdrücke führen zu Birgit Wellbrock, der Chefsekretärin der Pflegefirma. Jedoch reichen die bisherigen  Beweise nicht aus, um sie sofort festzunehmen. Wilfried Stubbe kann es daher auch nicht lassen, sich in die Ermittlungen einzumischen. Dabei erfährt er, dass seine Tochter genau bei dem Pflegedienst arbeitet, der nun ins Visier der Recherchen gerät. So wie es aussieht ist sie gerade in großer Gefahr, denn ihre Tarnung ist vor kurzem „aufgeflogen“. Nach Aussage einer Pflegerin ist Christiane mit Alex Wolkow, einem Mitarbeiter der Firma, privat unterwegs, um im Elbsandsteingebirge zu klettern. Stubbe ist aufs Höchste alarmiert und macht sich sofort auf die Suche nach seiner Tochter. Christiane hat inzwischen mit Alex ein sehr intensives Gespräch, da er ihr schon auf der ganzen Fahrt sehr besorgt erschien. Er gesteht ihr, von Boris Krol beeinflusst, bei Sterns Mutter nach deren Tod eingebrochen zu sein, um Unterlagen für seinen Chef zu holen. Dabei sei plötzlich Malte Stern aufgetaucht und ihm hinterhergeklettert, als er zurück aufs Dach wollte. Dabei sei Stern abgestürzt, und nun fühle er sich schuldig. Ohne dass Christiane es verhindern kann, stürzt sich Alex nach seinem Geständnis vom Felsen in den Tod. Die Verantwortlichen der Pflegefirma werden unterdessen festgenommen, nachdem eine Hausdurchsuchung die noch fehlenden Beweise erbracht hat.

## Hintergrund
Der Film wurde vom 14. Juli 2020 bis zum 13. August 2020 in Dresden und Hamburg gedreht und am 30. Januar 2021 zur Hauptsendezeit im ZDF erstausgestrahlt.

## Rezeption

### Einschaltquote
Die Erstausstrahlung von Tödliche Hilfe wurde in Deutschland am 30. Januar 2021 von 9,22 Millionen Zuschauern gesehen und erreichte somit einen Marktanteil von 27,9 Prozent für ZDF.

### Kritik
Tilmann P. Gangloff urteilte für tittelbach.tv und schrieb: Hauptfigur ist diesmal nicht „der pensionierte Hamburger Hauptkommissar, sondern dessen Tochter.“ „Sehenswert ist der Film vor allem wegen der wunderbar gespielten Szenen von Wolfgang Stumph als in seine sächsische Heimat zurückgekehrter ‚Semper-Opa‘, der die kleine Caroline mit Geschichten über die Dresdener Oper langweilt; Greta Kasalo scheint ein echtes Naturtalent zu sein. Auf der Krimiebene kommt es derweil zwar zu dem einen oder anderen Todesfall, aber Peter Kahane beim Buch & Andreas Herzog bei der Inszenierung haben darauf geachtet, dass der Film dem Charakter der Reihe als Familienfernsehen treu bleibt.“
Bei Prisma.de schrieb Kai-Oliver Derks: „Neben dem Krimi ist ‚Tödliche Hilfe‘ […] vor allem eine Familiengeschichte. Denn: Stubbe muss sich um seine Enkeltochter Caroline, ganz wunderbar gespielt von Greta Kasalo, kümmern. Dass seine eigene Tochter sich derweil in Gefahr begibt, ahnt er nicht. Mit viel Liebe, aber dann doch noch etwas hilflos, buhlt Stubbe um die Zuneigung seines Enkelkindes, das den Opa erst einmal ziemlich öde findet, ehe man dann doch eine gemeinsame Leidenschaft entdeckt.“ „Gut möglich, dass dieser 52. Film der Reihe nicht der letzte war.“
Die Frankfurter Rundschau meinte: „Das Sujet der Krimiebene mag nicht spektakulär sein, ist aber gut erzählt, zumal Kahane die vielen notwendigen Informationen flüssig integriert hat. Außerdem ist die Besetzung geschickt gewählt: Der von Oliver Mommsen verkörperte Geschäftsführer des Unternehmens ist ziemlich sympathisch und wirkt keineswegs wie ein Betrüger, ganz im Gegensatz zu seiner Sekretärin.“ „Während die überschaubare Spannung der Krimiebene vor allem aus der Frage resultiert, wer von den vermeintlich Bösen doch zu den Guten gehört, bildet die familiäre Ebene den perfekten Entspannungskontrast, zumal die Rollen nun vertauscht sind.“
Die Kritiker der Fernsehzeitschrift TV Spielfilm vergaben kommentarlos die bestmögliche Wertung (Daumen nach oben).